# Коне, Иссуф
Иссуф Коне (фр. Yssouf Koné; 19 февраля 1982, Корого) — футболист из Буркина-Фасо, нападающий.

## Карьера

### Клубная
Коне родилась в Корого, в Кот-д’Ивуаре.
Коне переехал в Европу в 2005 году, ранее играя за «Раджу» Касабланку, «Циндао Хайлифэн» и «Олимпик Сафи». Его первый европейский клуб был «Лечче» из итальянской Серии А. Хотя ему едва удалось сыграть, так как врачи клуба обнаружили, что Коне страдает гипертрофией сердца. Уже во время зимнего перерыва в сезоне 2005/06 он покинул клуб и перешёл в норвежский топ-клуб «Русенборг» за 500 000 евро.
В сезонах 2006, 2007 и 2008 годов Иссуф Коне сыграл в 44 матчах норвежской Типпелиги за «Русенборг» и забил 16 голов.
Коне перешёл в «ЧФР Клуж» летом 2008 года. Он забил гол в ворота «Челси» в Лондоне, в групповом этапе Лиги чемпионов 2008/09, но матч в конечном итоге закончился 2:1 поражением «ЧФР Клуж». 27 августа 2009 Коне забил гол в квалификации против «Сараево» в матче квалификации Лиги Европы, матч закончился 2:1 в пользу «ЧФР Клуж», который квалифицировался в групповой этап, это была последнее участие для клуба в групповом этапе европейских турниров, до сезона 2019/20. В первой половине сезона 2009/10 Коне пропустил несколько игр из-за травмы. Иссуф Коне забил в общей сложности 20 голов во всех соревнованиях за «ЧФР Клуж».
В начале 2011 года Коне вернулся в Норвегию и подписал контракт с «Волеренгой». С 29 января 2013 года его контракт с «Волеренгой» был расторгнут по взаимному согласию. Он изначально был без клуба, прежде чем официально завершить карьеру.

### Международная
Причина, по которой у Коне есть возможность выступать за сборную Буркина-Фасо, а не за Кот-д'Ивуар, состоит в том, что его дедушка и бабушка родом из Буркина-Фасо.
Иссуф Коне дебютировал в сборной Буркина-Фасо 20 июня в 2004 года в матче против Демократической Республики Конго. Коне забил два гола, что привело его команду к неожиданной победе над сборной Туниса в отборочных матчах к Чемпионату мира 2010 года. Его последний международный матч состоялся 19 января 2010 года в рамках Кубка Африки 2010 против Ганы.

## Достижения
«Русенборг»
- Чемпион Норвегии: 2006

 «ЧФР Клуж»
- Чемпион Румынии: 2009/10
- Обладатель Кубка Румынии (2): 2008/09, 2009/10
- Обладатель Суперкубка Румынии (2): 2009, 2010

## Статистика
| Сезон   | Клуб      | Дивизион  | Чемпионат | Чемпионат | Кубок | Кубок | Итого | Итого |
| Сезон   | Клуб      | Дивизион  | Игры      | Голы      | Игры  | Голы  | Игры  | Голы  |
| ------- | --------- | --------- | --------- | --------- | ----- | ----- | ----- | ----- |
| 2006    | Русенборг | Типпелига | 16        | 3         | 2     | 0     | 18    | 3     |
| 2007    | Русенборг | Типпелига | 19        | 9         | 1     | 2     | 20    | 11    |
| 2008    | Русенборг | Типпелига | 9         | 4         | 1     | 0     | 10    | 4     |
| 2008/09 | ЧФР Клуж  | Лига I    | 28        | 10        | 0     | 0     | 28    | 9     |
| 2009/10 | ЧФР Клуж  | Лига I    | 21        | 6         | 0     | 0     | 21    | 6     |
| 2010/11 | ЧФР Клуж  | Лига I    | 2         | 0         | 0     | 0     | 2     | 0     |
| 2011    | Волеренга | Типпелига | 11        | 1         | 2     | 1     | 13    | 2     |
| 2012    | Волеренга | Типпелига | 0         | 0         | 0     | 0     | 0     | 0     |
| Итого   | Итого     | Итого     | 106       | 32        | 6     | 3     | 112   | 35    |